# Pommeuse
 Pommeuse  es una población y comuna francesa, en la región de Isla de Francia, departamento de Sena y Marne, en el distrito de Meaux y cantón de Coulommiers.

## Demografía
| 1345 | 1317 | 1370 | 1518 | 1808 | 2476 |
| Para los censos de 1962 a 1999 la población legal corresponde a la población sin duplicidades (Fuente: INSEE [Consultar]) |      |      |      |      |      |